# Izabela Duda
Izabela Duda (ur. 30 stycznia 1979 w Knurowie) – polska piłkarka ręczna, reprezentantka Polski grająca na pozycji rozgrywającej.

## Kariera sportowa
Jest wychowanką Unii Knurów, w latach 1996–2000 występowała w barwach Sośnicy Gliwice, zdobywając dwukrotnie wicemistrzostwo Polski (1996, 1999). W latach 2000–2004 była zawodniczką Kolportera Kielce, sezon 2004/2005 rozpoczęła jako zawodniczka Gościbii Sułkowice, ale już w grudniu 2004 przeniosła się do drużyny Vive Kielce. W 2006 została zawodniczką norweskiego Storhamar Håndball. Po pierwszym sezonie w drugiej lidze, awansowała do najwyższej klasy rozgrywek. W 2008 zdobyła brązowy medal mistrzostw Norwegii, a także wygrała klasyfikację najlepszych strzelców ligi i została uznana najlepszą zawodniczką rozgrywek. Od stycznia 2009 do końca sezonu 2008/2009 pauzowała z powodu kontuzji. Jesienią 2009 powróciła do gry, ale już od października 2009 do października 2010 ponownie pauzowała w związku z ciążą i narodzinami dziecka. Od 2011 do 2015 była zawodniczką Oppsal Håndball, od 2015 występuje w zespole Levanger HK.
W reprezentacji Polski debiutowała 4 marca 2000 w towarzyskim spotkaniu z Hiszpanią. Wystąpiła na mistrzostwach Europy w 2006 (8 miejsce) i mistrzostwach świata w 2007 (11 miejsce). Ostatni raz w biało-czerwonych barwach zagrała 30 listopada 2008 w meczu eliminacyjnym do mistrzostw świata z Islandią. Łącznie w reprezentacji Polski wystąpiła 76 razy, zdobywając 181 bramek.